# Список Героев Советского Союза
Геро́й Сове́тского Сою́за — высшее звание, которого в СССР удостаивали за совершение подвига или выдающиеся заслуги во время боевых действий, а также, в виде исключения, и в мирное время.
Звание впервые установлено Постановлением ЦИК СССР от 16 апреля 1934 года, дополнительный знак отличия для Героя Советского Союза — медаль «Золотая Звезда» — учреждена Указом Президиума Верховного Совета СССР от 1 августа 1939 года.
Всего за время существования СССР звания Героя Советского Союза были удостоены 12 777 человек (без учёта 72 человек, лишённых звания за порочащие поступки, и 13 случаев отмены Указов как необоснованных). По кратности присвоения звания: единожды — 12 618 человек, дважды — 154 человека, трижды — 3 человека (С. М. Будённый, И. Н. Кожедуб и А. И. Покрышкин) и четырежды — 2 человека (Л. И. Брежнев и Г. К. Жуков). Кроме того, высшая степень отличия СССР — звание города-героя — присвоена 12 городам СССР и одно звание — крепость-герой — Брестской крепости.
Настоящий список содержит информацию о количестве награждённых по алфавиту и ссылки на алфавитные списки, в которых перечислены все 12 777 Героев Советского Союза, приведены даты Указов Президиума Верховного Совета СССР о присвоении звания, данные о родах войск, должностях и воинских званиях Героев на дату представления к присвоению звания Героя Советского Союза, годах их жизни.
Для облегчения восприятия представленной информации в настоящем списке применена чередующаяся  заливка. 
- Персиковым цветом  в алфавитных списках выделены Герои, удостоенные звания дважды и более.
- Серым цветом  — Герои, удостоенные звания посмертно.

| По алфавиту                                                 | Общее количество Героев | В том числе дважды   | Трижды и четырежды             | Викиссылка на алфавитный список           |
| ----------------------------------------------------------- | ----------------------- | -------------------- | ------------------------------ | ----------------------------------------- |
| Список Героев, фамилии которых начинаются с «А»             | 592                     | 9                    | —                              | Абаев Ахсарбек — Азалов Клычнияз          |
| Список Героев, фамилии которых начинаются с «А»             | 592                     | 9                    | —                              | Азаров Алексей — Алиев Шамсула            |
| Список Героев, фамилии которых начинаются с «А»             | 592                     | 9                    | —                              | Алимбетов Абылай — Анисичкин Фёдор        |
| Список Героев, фамилии которых начинаются с «А»             | 592                     | 9                    | —                              | Анискин Александр — Артемьев Иван         |
| Список Героев, фамилии которых начинаются с «А»             | 592                     | 9                    | —                              | Артемьев Николай — Аянян Эдуард           |
| Список Героев, фамилии которых начинаются с «Б»             | 983                     | 12                   | Брежнев Л. И. и Будённый С. М. | Бабаджанян Амазасп — Балебин Василий      |
| Список Героев, фамилии которых начинаются с «Б»             | 983                     | 12                   | Брежнев Л. И. и Будённый С. М. | Баленко Александр — Батяев Василий        |
| Список Героев, фамилии которых начинаются с «Б»             | 983                     | 12                   | Брежнев Л. И. и Будённый С. М. | Бахаев Степан — Белоусов Павел            |
| Список Героев, фамилии которых начинаются с «Б»             | 983                     | 12                   | Брежнев Л. И. и Будённый С. М. | Белоусов Степан — Бирченко Иван           |
| Список Героев, фамилии которых начинаются с «Б»             | 983                     | 12                   | Брежнев Л. И. и Будённый С. М. | Бирюзов Сергей — Бойцов Игорь             |
| Список Героев, фамилии которых начинаются с «Б»             | 983                     | 12                   | Брежнев Л. И. и Будённый С. М. | Бойцов Филипп — Бортник Роман             |
| Список Героев, фамилии которых начинаются с «Б»             | 983                     | 12                   | Брежнев Л. И. и Будённый С. М. | Бортовский Матвей — Булаев Александр      |
| Список Героев, фамилии которых начинаются с «Б»             | 983                     | 12                   | Брежнев Л. И. и Будённый С. М. | Булаенко Иван — Бяков Алексей             |
| Список Героев, фамилии которых начинаются с «В»             | 488                     | 6                    | —                              | Вавилин Алексей — Васильченко Александр   |
| Список Героев, фамилии которых начинаются с «В»             | 488                     | 6                    | —                              | Васильченко Алексей — Виноградов Андрей   |
| Список Героев, фамилии которых начинаются с «В»             | 488                     | 6                    | —                              | Виноградов Вячеслав — Волков Николай      |
| Список Героев, фамилии которых начинаются с «В»             | 488                     | 6                    | —                              | Волков Павел — Вяткин Зосим               |
| Список Героев, фамилии которых начинаются с «Г»             | 756                     | 15                   | —                              | Габайдулин Геннадий — Гаркуша Кузьма      |
| Список Героев, фамилии которых начинаются с «Г»             | 756                     | 15                   | —                              | Гаркуша Николай — Гнидаш Кузьма           |
| Список Героев, фамилии которых начинаются с «Г»             | 756                     | 15                   | —                              | Гнидо Пётр — Горбач Михаил                |
| Список Героев, фамилии которых начинаются с «Г»             | 756                     | 15                   | —                              | Горбач Феодосий — Грецкий Пётр            |
| Список Героев, фамилии которых начинаются с «Г»             | 756                     | 15                   | —                              | Гречаный Парфентий — Губанов Николай      |
| Список Героев, фамилии которых начинаются с «Г»             | 756                     | 15                   | —                              | Губарев Алексей — Гущин Фёдор             |
| Список Героев, фамилии которых начинаются с «Д»             | 441                     | 3                    | —                              | Давиденко Василий — Денисов Михаил        |
| Список Героев, фамилии которых начинаются с «Д»             | 441                     | 3                    | —                              | Денисов Осип — Донских Александр          |
| Список Героев, фамилии которых начинаются с «Д»             | 441                     | 3                    | —                              | Донских Иван — Дятлов Игнатий             |
| Список Героев, фамилии которых начинаются с «Е» и «Ё»       | 237                     | 4                    | —                              | Евграфов Вадим — Емельянов Борис          |
| Список Героев, фамилии которых начинаются с «Е» и «Ё»       | 237                     | 4                    | —                              | Емельянов Василий — Ефремов Фёдор         |
| Список Героев, фамилии которых начинаются с «Ж»             | 143                     | —                    | Жуков Г. К.                    | Жабинский Дмитрий — Жучков Тихон          |
| Список Героев, фамилии которых начинаются с «З»             | 352                     | 2                    | —                              | Забагонский Семён — Западинский Александр |
| Список Героев, фамилии которых начинаются с «З»             | 352                     | 2                    | —                              | Запорожан Игорь — Зенковский Аркадий      |
| Список Героев, фамилии которых начинаются с «З»             | 352                     | 2                    | —                              | Зенцов Владимир — Зюльковский Василий     |
| Список Героев, фамилии которых начинаются с «И» и «Й»       | 252                     | 1                    | —                              | Ибаррури Рубен — Ивлев Дмитрий            |
| Список Героев, фамилии которых начинаются с «И» и «Й»       | 252                     | 1                    | —                              | Ивлиев Иван — Йен Зигмунд                 |
| Список Героев, фамилии которых начинаются с «К»             | 1760                    | 22                   | Кожедуб И. Н.                  | Кабак Николай — Калинин Николай           |
| Список Героев, фамилии которых начинаются с «К»             | 1760                    | 22                   | Кожедуб И. Н.                  | Калинин Степан — Кармацкий Владимир       |
| Список Героев, фамилии которых начинаются с «К»             | 1760                    | 22                   | Кожедуб И. Н.                  | Кармацкий Тимофей — Кживонь Анеля         |
| Список Героев, фамилии которых начинаются с «К»             | 1760                    | 22                   | Кожедуб И. Н.                  | Киба Григорий — Клевцов Сергей            |
| Список Героев, фамилии которых начинаются с «К»             | 1760                    | 22                   | Кожедуб И. Н.                  | Клейбус Фёдор — Коваленко Сергей          |
| Список Героев, фамилии которых начинаются с «К»             | 1760                    | 22                   | Кожедуб И. Н.                  | Коваленко Юрий — Колдубов Михаил          |
| Список Героев, фамилии которых начинаются с «К»             | 1760                    | 22                   | Кожедуб И. Н.                  | Колдунов Александр — Компанеец Фёдор      |
| Список Героев, фамилии которых начинаются с «К»             | 1760                    | 22                   | Кожедуб И. Н.                  | Компаниец Алексей — Копытин Михаил        |
| Список Героев, фамилии которых начинаются с «К»             | 1760                    | 22                   | Кожедуб И. Н.                  | Копытов Михаил — Корчагин Лев             |
| Список Героев, фамилии которых начинаются с «К»             | 1760                    | 22                   | Кожедуб И. Н.                  | Корчак Иосиф — Котов Николай              |
| Список Героев, фамилии которых начинаются с «К»             | 1760                    | 22                   | Кожедуб И. Н.                  | Котов Сергей — Краснов Анатолий           |
| Список Героев, фамилии которых начинаются с «К»             | 1760                    | 22                   | Кожедуб И. Н.                  | Краснов Виктор — Крюков Василий           |
| Список Героев, фамилии которых начинаются с «К»             | 1760                    | 22                   | Кожедуб И. Н.                  | Крюков Владимир — Кузнецов Николай        |
| Список Героев, фамилии которых начинаются с «К»             | 1760                    | 22                   | Кожедуб И. Н.                  | Кузнецов Павел — Кунавин Григорий         |
| Список Героев, фамилии которых начинаются с «К»             | 1760                    | 22                   | Кожедуб И. Н.                  | Кунгурцев Евгений — Кянжин Пантелей       |
| Список Героев, фамилии которых начинаются с «Л»             | 515                     | 7                    | —                              | Лаар Иосиф — Лебедев Василий              |
| Список Героев, фамилии которых начинаются с «Л»             | 515                     | 7                    | —                              | Лебедев Виктор — Липилин Александр        |
| Список Героев, фамилии которых начинаются с «Л»             | 515                     | 7                    | —                              | Липкин Герман — Лосев Алексей             |
| Список Героев, фамилии которых начинаются с «Л»             | 515                     | 7                    | —                              | Лосев Анатолий — Лященко Николай          |
| Список Героев, фамилии которых начинаются с «М»             | 943                     | 9                    | —                              | Магерамов Мелик — Малка Иван              |
| Список Героев, фамилии которых начинаются с «М»             | 943                     | 9                    | —                              | Малков Георгий — Марков Александр         |
| Список Героев, фамилии которых начинаются с «М»             | 943                     | 9                    | —                              | Марков Алексей — Матросов Алексей         |
| Список Героев, фамилии которых начинаются с «М»             | 943                     | 9                    | —                              | Матросов Вадим — Мельнов Иван             |
| Список Героев, фамилии которых начинаются с «М»             | 943                     | 9                    | —                              | Меляков Василий — Миронов Леонид          |
| Список Героев, фамилии которых начинаются с «М»             | 943                     | 9                    | —                              | Миронов Михаил — Могильчак Иван           |
| Список Героев, фамилии которых начинаются с «М»             | 943                     | 9                    | —                              | Модин Борис — Москалёв Николай            |
| Список Героев, фамилии которых начинаются с «М»             | 943                     | 9                    | —                              | Москаленко Георгий — Мячин Василий        |
| Список Героев, фамилии которых начинаются с «Н»             | 363                     | 3                    | —                              | Набиев Вали — Немудрый Иван               |
| Список Героев, фамилии которых начинаются с «Н»             | 363                     | 3                    | —                              | Немцев Иван — Николаенко Владимир         |
| Список Героев, фамилии которых начинаются с «Н»             | 363                     | 3                    | —                              | Николаенко Евгений — Нюхтиков Михаил      |
| Список Героев, фамилии которых начинаются с «О»             | 245                     | 2                    | —                              | Обедняк Николай — Опалев Александр        |
| Список Героев, фамилии которых начинаются с «О»             | 245                     | 2                    | —                              | Опалев Алексей — Ощепков Андрей           |
| Список Героев, фамилии которых начинаются с «П»             | 940                     | 12                   | Покрышкин А. И.                | Павкин Иван — Пантелеев Лев               |
| Список Героев, фамилии которых начинаются с «П»             | 940                     | 12                   | Покрышкин А. И.                | Пантелькин Анатолий — Перелёт Алексей     |
| Список Героев, фамилии которых начинаются с «П»             | 940                     | 12                   | Покрышкин А. И.                | Перепелица Александр — Петрушин Иван      |
| Список Героев, фамилии которых начинаются с «П»             | 940                     | 12                   | Покрышкин А. И.                | Петрюк Василий — Плетенской Павел         |
| Список Героев, фамилии которых начинаются с «П»             | 940                     | 12                   | Покрышкин А. И.                | Плетнёв Пётр — Половинкин Александр       |
| Список Героев, фамилии которых начинаются с «П»             | 940                     | 12                   | Покрышкин А. И.                | Половинкин Валентин — Попов Николай       |
| Список Героев, фамилии которых начинаются с «П»             | 940                     | 12                   | Покрышкин А. И.                | Попов Павел — Просолов Иван               |
| Список Героев, фамилии которых начинаются с «П»             | 940                     | 12                   | Покрышкин А. И.                | Просяник Емельян — Пятяри Иван            |
| Список Героев, фамилии которых начинаются с «Р»             | 428                     | 10                   | —                              | Рабовалюк Михаил — Рогачёв Михаил         |
| Список Героев, фамилии которых начинаются с «Р»             | 428                     | 10                   | —                              | Рогачевский Георгий — Рудаков Сергей      |
| Список Героев, фамилии которых начинаются с «Р»             | 428                     | 10                   | —                              | Руденко Александр — Ряпосов Николай       |
| Список Героев, фамилии которых начинаются с «С»             | 1165                    | 19                   | —                              | Сабанов Григорий — Самсонов Владимир      |
| Список Героев, фамилии которых начинаются с «С»             | 1165                    | 19                   | —                              | Самсонов Иван — Севрюков Алексей          |
| Список Героев, фамилии которых начинаются с «С»             | 1165                    | 19                   | —                              | Севрюков Леонид — Сергиенков Дмитрий      |
| Список Героев, фамилии которых начинаются с «С»             | 1165                    | 19                   | —                              | Сергов Алексей — Силантьев Николай        |
| Список Героев, фамилии которых начинаются с «С»             | 1165                    | 19                   | —                              | Силин Николай — Скрылёв Алексей           |
| Список Героев, фамилии которых начинаются с «С»             | 1165                    | 19                   | —                              | Скрылёв Виктор — Соболевский Анатолий     |
| Список Героев, фамилии которых начинаются с «С»             | 1165                    | 19                   | —                              | Собянин Гавриил — Сорокин Сергей          |
| Список Героев, фамилии которых начинаются с «С»             | 1165                    | 19                   | —                              | Сорокин Фёдор — Степин Кузьма             |
| Список Героев, фамилии которых начинаются с «С»             | 1165                    | 19                   | —                              | Степовой Арсентий — Сулин Семён           |
| Список Героев, фамилии которых начинаются с «С»             | 1165                    | 19                   | —                              | Султанов Барый — Сябро Николай            |
| Список Героев, фамилии которых начинаются с «Т»             | 492                     | 2                    | —                              | Тавадзе Давид — Терешкова Валентина       |
| Список Героев, фамилии которых начинаются с «Т»             | 492                     | 2                    | —                              | Терещенко Василий — Ткаченко Василий      |
| Список Героев, фамилии которых начинаются с «Т»             | 492                     | 2                    | —                              | Ткаченко Владимир — Трубачёв Василий      |
| Список Героев, фамилии которых начинаются с «Т»             | 492                     | 2                    | —                              | Трубаченко Василий — Тященко Гавриил      |
| Список Героев, фамилии которых начинаются с «У»             | 127                     | —                    | —                              | Убийвовк Елена — Ущев Борис               |
| Список Героев, фамилии которых начинаются с «Ф»             | 249                     | 5                    | —                              | Фабричнов Василий — Филимоненков Василий  |
| Список Героев, фамилии которых начинаются с «Ф»             | 249                     | 5                    | —                              | Филимонов Александр — Фуфачёв Владимир    |
| Список Героев, фамилии которых начинаются с «Х»             | 237                     | 2                    | —                              | Хабаров Александр — Хиценко Иван          |
| Список Героев, фамилии которых начинаются с «Х»             | 237                     | 2                    | —                              | Хлебников Михаил — Хушназаров Сапар       |
| Список Героев, фамилии которых начинаются с «Ц»             | 60                      | —                    | —                              | Цаплин Андрей — Цыцаркин Александр        |
| Список Героев, фамилии которых начинаются с «Ч»             | 304                     | 3                    | —                              | Чабунин Иван — Чернышёв Александр         |
| Список Героев, фамилии которых начинаются с «Ч»             | 304                     | 3                    | —                              | Чернышёв Аркадий — Чхаидзе Сергей         |
| Список Героев, фамилии которых начинаются с «Ш»             | 456                     | 5                    | —                              | Шабалин Александр — Шевелёв Виктор        |
| Список Героев, фамилии которых начинаются с «Ш»             | 456                     | 5                    | —                              | Шевелёв Марк — Шишкин Михаил              |
| Список Героев, фамилии которых начинаются с «Ш»             | 456                     | 5                    | —                              | Шишкин Николай — Шушин Иван               |
| Список Героев, фамилии которых начинаются с «Щ»             | 61                      | —                    | —                              | Щабельский Иван — Щурихин Александр       |
| Список Героев, фамилии которых начинаются с «Э»             | 4                       | —                    | —                              | Эмиров Валентин — Эсаулко Григорий        |
| Список Героев, фамилии которых начинаются с «Ю»             | 61                      | —                    | —                              | Юбкин Василий — Юшков Михаил              |
| Список Героев, фамилии которых начинаются с «Я»             | 123                     | 1                    | —                              | Яблочкин Дмитрий — Ящук Ростислав         |
| Общее количество Героев Советского Союза по данному списку: | 12 777                  | из них: дважды — 154 | трижды — 3 четырежды — 2       |                                           |